# Vodenice doline Derwent
Vodenice doline Derwent je revolucionaran tvornički kompleks vodenica za predenje pamuka iz 18. stoljeća na rijeci Derwent u Derbyshireu, Engleska, koji je 2001. godine upisan na UNESCO-ov popis mjesta svjetske baštine u Europi kao mjesto prve industrijske proizvodnje. Vodenice Cromforda, druge vodenice i radničko naselje predstavljaju nedirnut industrijski kompleks koji je utjecao na društveno-gospodarski razvoj ove oblasti i budućnost industrijske revolucije.

## Povijest
Vodenice za predenje u Englesku je uveo John Lombe svojom vodenicom za svilu u Derbyju 1719. godine, ali je Richard Arkwright tek 1770-ih izumio "vodeni okvir" kojim je pamuk bio neprekidno ispredan, čime su ga mogli presti i neuki radnici. On je osposobio prvu tvornicu na Derwentu, Cromford, uz koju je niklo i radničko naselje urbanih stambenih zgrada sa svim potrebnim javnim zgradama, kapelom, školom i tržnicama. Većina ovih zgrada je i danas u uporabi, kao i izvorna prometna infrastruktura.
Sustav je prihvaćen širom doline i do 1788. godine bilo je već oko 200 Arkwright vodenica u Engleskoj. Njegovi rivali su podigli slična naselja u Belperu, Darley Abbeyu i Milfordu, bez da su Arkwrightu platili vlasnička prava na njegov patent.
Proizvodnja pamuka u dolini Derwenta je opala u prvoj polovici 19. stoljeća jer je Lancashire imao bolji pristup sirovim materijalima i tržištu. Vodenice i pripadajuće zgrade su sačuvane i postale su Nacionalnim spomenicima, a neke vodenice su pretvorene u muzeje otvorene za javnost.
- Arkwrightov vodeni okvir
- Hotel Greyhound iz 1778. godine
- Društveni centar u Cromfordu
- Dvorac Willersley, dom obitelji Arkwright
- Pristanište Cromford na Cromfordskom kanalu

## Vanjske poveznice
- Službena stranica spomenika

Ostali projekti
|  | Zajednički poslužitelj ima još gradiva o temi Vodenice doline Derwent |